# Afroceto
Afroceto és un gènere d'aranyes araneomorfes de la família dels traquèlids (Trachelidae). Fou descrit per primera vegada per Lyle i Haddad el 2010.
Les espècies d'aquest gènere es troben a l'Àfrica Austral i a Àfrica oriental.

## Taxonomia
Segons el World Spider Catalog amb data de 14 d'octubre de 2016 hi ha reconegudes les següents espècies:
- Afroceto ansieae Lyle, 2015
- Afroceto arca Lyle & Haddad, 2010
- Afroceto bisulca Lyle & Haddad, 2010
- Afroceto bulla Lyle & Haddad, 2010
- Afroceto capensis Lyle & Haddad, 2010
- Afroceto coenosa (Simon, 1897)
- Afroceto corcula Lyle & Haddad, 2010
- Afroceto croeseri Lyle & Haddad, 2010
- Afroceto dippenaarae Lyle, 2015
- Afroceto flabella Lyle & Haddad, 2010
- Afroceto gracilis Lyle & Haddad, 2010
- Afroceto martini (Simon, 1897)
- Afroceto plana Lyle & Haddad, 2010
- Afroceto porrecta Lyle & Haddad, 2010
- Afroceto rotunda Lyle & Haddad, 2010
- Afroceto spicula Lyle & Haddad, 2010